# Víctor Noriega Reátegui
Víctor Manuel Noriega Reátegui (San José de Sisa, 14 de mayo de 1962) es un médico y político peruano. Fue presidente del Gobierno Regional de San Martín entre 2015 y 2018.
Hijo de Joel Noriega Reátegui y Betty Reátegui, hizo sus estudios primarios en el C.E Andrés Reategui Reategui y los secundarios en el C.N. Antonio Mesones Muro en San José de Sisa y en el Colegio Nacional San Juan de Trujillo, posteriormente, culminó sus estudios de medicina humana en la Universidad Nacional de Trujillo.
Su primera participación política se dio en las elecciones municipales del 2010 en las que tentó su elección como regidor de la provincia de San Martín sin éxito. En 2014 postula a las elecciones regionales para la presidencia del Gobierno Regional de San Martín con el partido político Fuerza Popular. En la primera vuelta, celebrada el 5 de octubre quedó en el segundo lugar de las preferencias electorales, detrás del candidato Pedro Bogarín. 
Al no haber alcanzado ninguno de los candidatos el 30% de los votos emitidos, Bogarín y Pedro Bogarín Vargas compitieron en la segunda vuelta por la presidencia regional en las que fue elegido presidente para el periodo 2015-2018.